# Francesc Gumà i Ferran
Francesc Gumà i Ferran (Vilanova i la Geltrú, 27 de març de 1833 – 16 de desembre de 1912) fou un empresari i polític català, fill de Sebastià Gumà i Soler i Marina Sinforosa Ferran Quadras.

## Biografia
Nascut a la casa pairal dels Gumà al carrer de Sant Gervasi, 62, fou el tercer d'onze germans. L'ascendència vilanovina dels Gumà està documentada des del segle xvi.
Era fill de Sebastià Gumà i Soler (1794-1850), indiano, comerciant i fundador de l'empresa Gumà, Roquer y Cia (1833), coneguda popularment com la “Fàbrica de la Rambla”, (la segona fàbrica tèxtil de vapor de l'Estat, després de la barcelonina Bonaplata).
Estudià primària a l'escola de Pau Mimó i Raventós de Vilanova i la Geltrú. El 1846, als tretze anys, ingressà com alumne a l'Institut Barcelonès, escola d'ensenyament i comerç de Barcelona.
El 1848, als quinze anys, va entrar a treballar al despatx comercial de la fàbrica del seu pare. Dos anys després, ple d'inquietuds, decideix provar fortuna pel seu compte emigrant a ultramar, més concretament a Matanzas, població cubana amb una forta presència de vilanovins.

## Matanzas
El 10 de desembre de 1849 arribà al port de Matanzas. S'adreçà a la primera família de la llista que el seu pare li havia proporcionat per poder establir-s'hi. Els propietaris, naturals de Vilanova i la Geltrú, l'acolliren com si fos de la família i el col·locaren d'aprenent en un magatzem al mateix port de la vila. Quan només feia mig any que hi era, i en ple procés d'adaptació, rebé la notícia de la mort del pare, el 7 de maig de 1850, fet que va fer trontollar el seu projecte vital, fins i tot va pensar a tornar a Vilanova i la Geltrú. Gumà rebia l'herència del seu pare.
El 1851, amb divuit anys, va ésser nomenat director de l'empresa i quan en compleix dinou, els propietaris li ofereixen la gerència. Uns mesos després li varen vendre totes les propietats, ja que havien decidit tornar a Vilanova i la Geltrú. De la mà de Gumà aquell magatzem del port de Matanzas arribà a ser un important centre d'importació i d'exportació, i amb els seus germans fundà la casa de consignació de vaixells Gumá Hermanos.
L'any 1857 retornà a Vilanova i la Geltrú, la qual cosa li permet estrènyer els lligams comercials amb la seva vila natal i les comarques del Garraf i del Penedès.
S'esposà el 24 de març de 1858 amb Cristina Surís i Surís, filla de catalans de Lloret de Mar establerts a Matanzas. El matrimoni va tenir set fills: Mercè, Marina, Odila, Dolors, Sebastià, Cristina i Francesc. Un dels seus nets fou el cirurgià Cèsar Olivé Gumà.
A causa del prestigi que anà adquirint, fou nomenat cònsol pel Tribunal de Comerç, vocal del Banc Espanyol. Presentà a la corporació municipal l'estudi de la construcció d'un aqüeducte que va fer possible el subministrament d'aigua a la població de Matanzas.
Gumà va aportar capital per salvar del crac financer el Banc de San Carlos. A començaments de 1863 moria la seva mare, Marina Ferran i Quadras i el 19 d'agost de 1864 la seva filla Dolors, de dos anys acabats de complir.

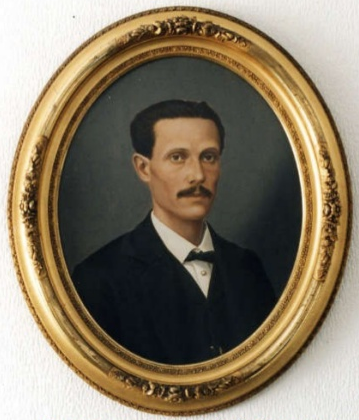
Retrat, possiblement, amb motiu del seu casament, l'any 1858, a Cuba.

En els seus viatges a Vilanova va començar una campanya per ultimar la façana principal de l'església arxiprestal de Sant Antoni Abat; va impulsar la continuació de la rambla Principal, va fer-ne les voreres i organitzà una altra subscripció per col·locar-hi trenta-vuit bancs de pedra per un cost de 3.595 pessetes.
El 10 d'octubre de 1868, quan esclatà la insurrecció de Céspedes, Gumà és cridat a files com a soldat espanyol, en poc temps és ascendit a comandant.
L'agost de 1869 moria el seu fill Francesc, amb dinou dies de vida.
L'any 1870 una terrible tempesta va arrasar la població de Matanzas. Gumà va rescatar algunes famílies, a més d'acollir-les a casa seva. Tot seguit encapçalà una campanya benèfica per afavorir els damnificats. Arran de la seva popularitat va ser proclamat diputat a Corts per la província.
L'activitat frenètica dels últims anys i la pèrdua de la seva filla Cristina, el 23 de març 1871, provocà el deteriorament de la seva salut. Per consell mèdic i de la seva família acceptà abandonar els negocis i retornar definitivament a Vilanova i la Geltrú, el 20 de juliol de 1871. Molt contràriament a les recomanacions dels metges, l'únic que no va fer mai va ésser reposar.

## Arribada a Vilanova i la Geltrú
Quan tornà a Vilanova i la Geltrú va participar en diversos dissenys urbanístics. L'any 1871 anuncià la subhasta de les obres per construir una capella neobizantina i la remodelació del cementiri. L'any següent, Gumà comprà l'horta Miró o de Gadalla, cosa que va permetre la prolongació de la rambla Principal fins a uns metres més enllà de la rambla Transversal, que sumava, aleshores, un total de 637 metres lineals. Durant l'any 1873 Gumà adquiria els arbres plataners que es plantarien a la rambla Principal i a la rambla Transversal. El dia 3 de setembre, Gumà, amb la col·laboració de Pau Soler Morell, feia arribar la rambla fins al barri de mar. El gener de 1874 va fer aixecar un plànol de l'eixample de Vilanova, amb una concepció dels carrers en quadrícula, anticipant-se modestament al Pla Cerdà de Barcelona i a finals del mateix any donava una escola per a les nenes del barri de Baix-a-Mar. El 1875 presentà un projecte de port a la rada vilanovina que no va reeixir.

## Ferrocarril i Banc de Vilanova
Les dues aportacions més rellevants per a Vilanova i la Geltrú són la construcció del ferrocarril i la fundació del Banc de Vilanova. Amb relació a la primera -que fou per a ell una veritable obsessió- després d'haver rebut una primera negativa del Congrés de Diputats, el 27 de novembre de 1876 anà a Madrid, on comptà amb l'ajut de Víctor Balaguer, diputat pel districte, per tractar amb els diputats catalans de la necessitat d'una via ordinària de ferrocarril de Barcelona a Vilanova i a Valls. Els argument convenceren a diputats i senadors, i vint dies més tard es publicà la llei que permetria la construcció de l'esmentat ferrocarril “sin subvención ni auxilio del Estado”.

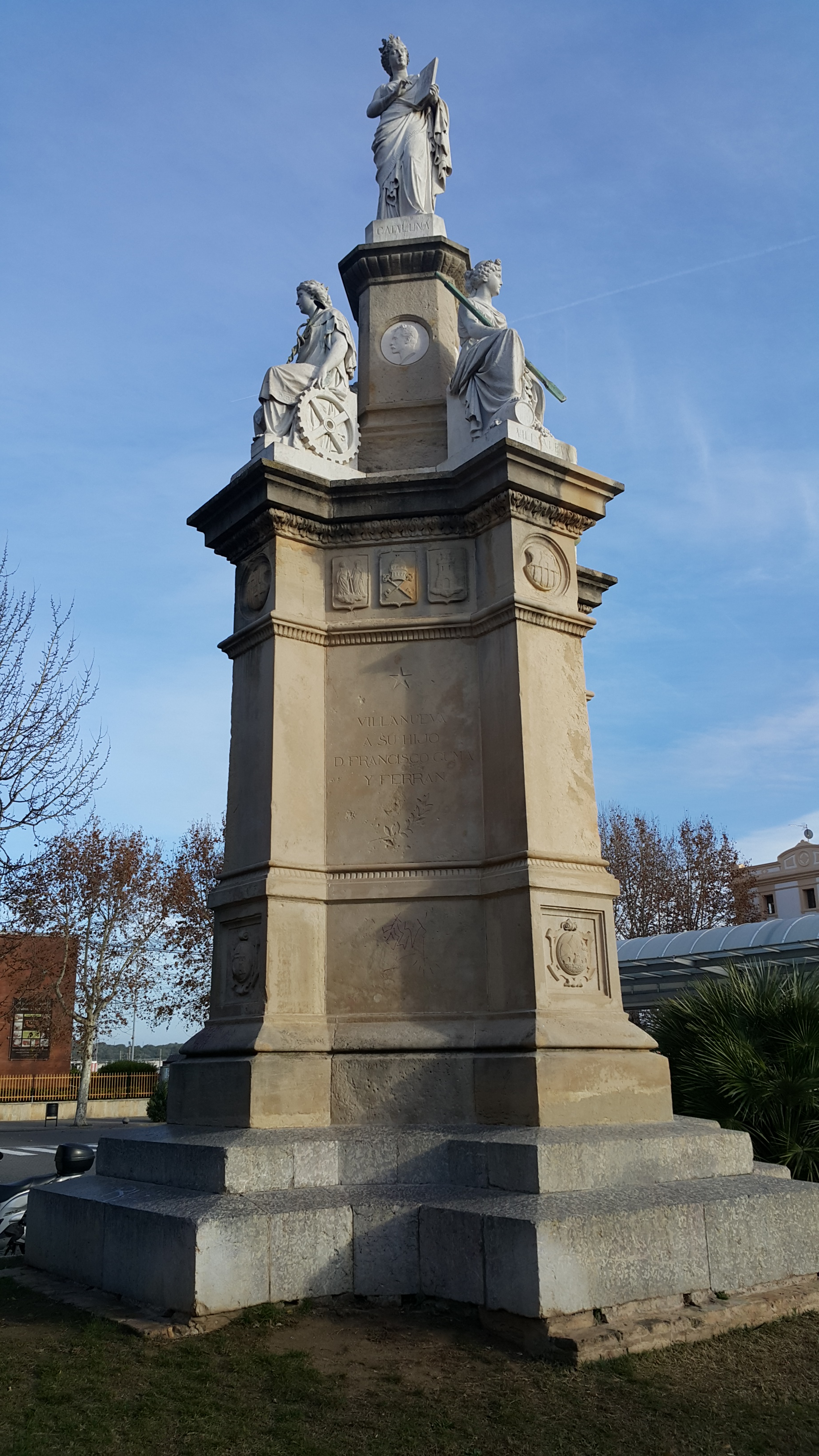
Monument a Gumà davant de l'estació de Vilanova i la Geltrú.

Mancat d'una bona part del capital necessari, després de sortir d'una depressió ocasionada per la mort de la seva filla Marina, de 18 anys, el 22 de maig de 1877, anà per les poblacions per on havia de passar la línia fèrria per recaptar la resta dels diners. Va viatjar per Cuba, Estats Units i Gran Bretanya. Més de la meitat del capital que li mancava l'aconseguí a Cuba, malgrat la forta crisi econòmica.
Després de moltes gestions i de la reunió amb alguns capitalistes al seu domicili del Passeig de Gràcia, el 4 de juliol del 1878 es constituí la Companyia dels Ferrocarrils de Valls a Vilanova i Barcelona (VVB), de la qual fou nomenat director gerent. Les obres s'iniciaren a bon ritme, amb cinc mil treballadors al llarg de la línia i on mil quatre-cents estaven organitzats en brigades de dia i nit en els quinze túnels que s'havien de perforar a les costes del Garraf. La construcció del ferrocarril va ser una tasca ingent. El 7 de juliol de 1879 moria el seu net, Sebastià Olivè Guma, i el 12 de juliol del mateix any perdia la seva dona. Aquests esdeveniments tornaren a enfonsar psíquicament a Gumà.
A finals de 1879 demana la concessió per obrir la comunicació ferroviària entre Vilanova i Madrid. Com a suport financer del ferrocarril i d'altres activitats econòmiques promogué la creació del Banc de Vilanova, fet cabdal en la història econòmica de Vilanova i la Geltrú. El banc es constituí el gener de 1881 amb un capital de cinc milions de pessetes, subscrit en la seva majoria per persones adinerades de Vilanova i d'altres de Barcelona. Va tenir la seu a Vilanova i la Geltrú (al carrer de Sant Antoni, 6), i intervingué en diversos negocis, a més del ferrocarril. Gumà fou vocal del Consell d'Administració. També fou accionista del Banco Hispano Colonial, de la societat del Tramvia de Barcelona a Sants i soci del Foment del Treball Nacional.
El 19 de novembre de 1881 es constituïa la Companyia dels Ferrocarrils Directes de Madrid i Saragossa a Barcelona, coneguda popularment com els Directes, a partir de la VVB. L'objectiu de la nova companyia era dur a terme l'ambiciós projecte de dur el ferrocarril fins a Saragossa i Madrid a partir del projecte inicial de la VVB. El 29 de desembre de 1881 arribà el tren a Vilanova. Gumà fou aclamat com un heroi.
També va ser un dels impulsors de l'Exposició regional de 1882 i va fer donació a la ciutat del parc, amb llac inclòs, que ell mateix havia fet construir davant de les escoles Pies (avui Parc Gumà i Ferran). També fou un dels responsables que l'empresa italiana Pirelli s'encarregués del cablejat elèctric vilanoví. Va vendre a Víctor Balaguer els terrenys on s'ubicà la Biblioteca Museu Víctor Balaguer.
El 24 d'octubre de 1883 s'anunciava oficialment la propera obertura del carrer Forn del Vidre, terrenys que havia lliurat Gumà a l'Ajuntament, per tal d'obrir una nova artèria viària des de la Rambla fins a la plaça de l'Estació.
El dia 5 de març de 1886, Francesc Gumà presentava, cansat de les adversitats, la dimissió com a director gerent de la companyia dels Directes. També presentà la dimissió del càrrec directiu del Banc de Vilanova, però no li fou acceptada.
Durant el sexenni democràtic fou membre de la Lliga d'Ordre Social. Fou diputat del Partit Conservador pel districte de Matanzas (Cuba) a les eleccions generals espanyoles de 1879 i 1881, i pel d'Igualada a les eleccions generals espanyoles de 1884. El 1879 fou vocal de la comissió creada per Arsenio Martínez-Campos Antón per tal d'analitzar les possibles reformes que calia introduir a Cuba. Amb motiu de l'arribada del ferrocarril a Vilanova (el 29 de desembre de 1881), el rei Alfons XII li va oferir elMarquesat de Vilanova i la Geltrú, títol que va reclinar amb modèstia al·legant que no li agradaven les ostentacions. Tot i això va ser nomenat cavaller de la Gran Creu d'Isabel la Catòlica i de la Legió d'Honor, comendador de la Corona d'Itàlia i va rebre la creu del Mèrit Militar pels seus esforços en millorar les relacions entre Cuba i Espanya.

## Últims anys
El 20 d'agost de 1885 es casà en segones núpcies amb Dolors Soler Morell, germana del primer Comte de la Diana. Gumà, amb 54 anys, havia gastat la major part de la seva fortuna en els seus dos somnis: el ferrocarril i el banc.
En acabar el segle xix, la ciutat entrava en una profunda crisi com la resta del país. L'Estat espanyol perdé les colònies d'ultramar, la fil·loxera matà totes les vinyes de la comarca i unes fàbriques amb una maquinària més moderna deixaren sense feina a moltes famílies.
Gumà actuà com a intermediari en la venda dels terrenys de la rambla de la Pau del Banc de Vilanova a l'industrial italià Giovanni Battista Pirelli. La intervenció del Banc i d‘alguns accionistes fou decisiva per a la instal·lació de l'empresa italiana Pirelli a la ciutat, l'any 1902.
El 9 de març de 1910 moria la segona esposa de Gumà. Francesc Gumà I Ferran morí el dilluns 16 de desembre de 1912 amb 79 anys.